# مخطط الكتلة

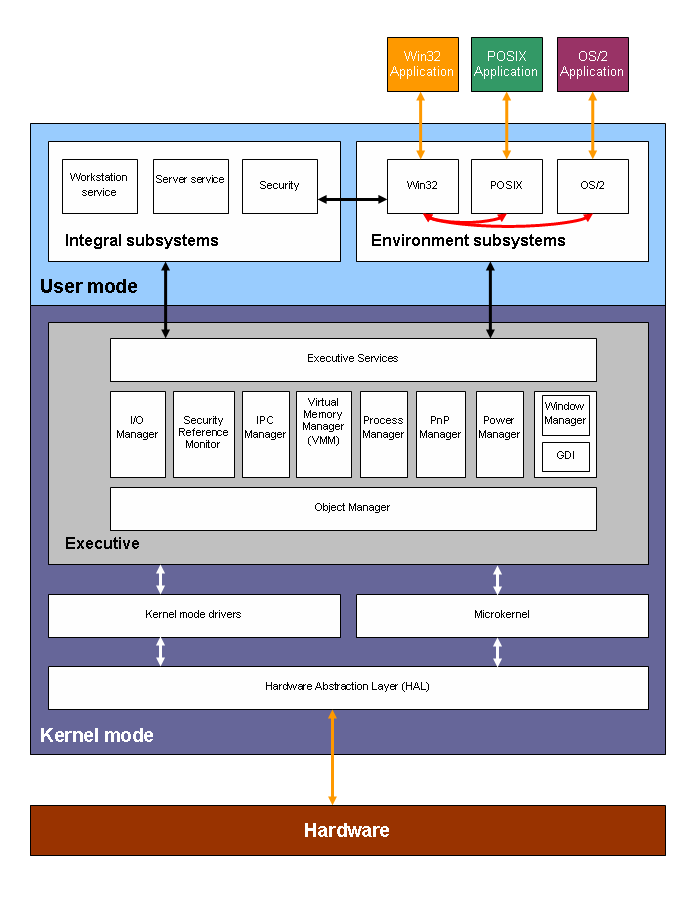
مثال على الرسم التخطيطي للكتلة يوضح بنية ويندوز 2000

مخطط الكتلة أو الرسم التخطيطي للكتلة هو رسم تخطيطي لنظام يتم فيه تمثيل الأجزاء أو الدالات الرئيسية بواسطة كتل متصلة بواسطة خطوط تظهر علاقات الكتل. وهي تستخدم بكثافة في الهندسة في تصميم الأجهزة والتصميم الإلكتروني وتصميم البرمجيات والرسوم البيانية لعملية التدفق.
يتم استخدام المخططات الهيكلية عادة للحصول على توصيفات ذات مستوى أعلى وأقل تفصيلاً حيث تهدف إلى توضيح المفاهيم العامة دون الاهتمام بتفاصيل التنفيذ. على النقيض من ذلك مع المخططات التخطيطية والرسوم البيانية المستخدمة في الهندسة الكهربائية والتي تظهر تفاصيل تنفيذ المكونات الكهربائية والبناء المادي.

## الإستخدامات
على سبيل المثال لا يتوقع أن يظهر الرسم التخطيطي للراديو كل اتصال واتصال وتبديل لكن المخطط التخطيطي هو الرسم التخطيطي للراديو حيث لا يظهر عرض كل اتصال في لوحة الدوائر المطبوعة ولكن مخطط التخطيط يفعل ذلك.
لإجراء تشابه مع الخريطة التي تصنع المدن يتشابه المخطط مع خريطة الطرق السريعة للمدينة بأكملها حيث يتم سرد المدن الرئيسية ولكن الطرق الفرعية وشوارع المدينة الطفيفة لا تكون جزء من المخطط. عند استكشاف الأخطاء وإصلاحها تكون هذه الخريطة عالية المستوى مفيدة في تضييق المكان والعزل عند وجود مشكلة أو خطأ.
تعتمد المخططات الهيكلية على مبدأ الصندوق الأسود حيث تكون المحتويات مخفية عن العرض إما لتجنب تشتيت الانتباه بالتفاصيل أو لأن التفاصيل غير معروفة.
في الهندسة الكهربائية غالبا ما يبدأ التصميم كمخطط كتلة عالية المستوى ليصبح المزيد والمزيد من المخططات التفصيلية للكتل مع تقدم التصميم وينتهي في النهاية بمخططات بيانية مفصلة بما فيه الكفاية بحيث يمكن تنفيذ كل كتلة منفردة بسهولة (عند هذه النقطة الرسم البياني هو أيضا رسم تخطيطي تخطيطي). وهذا ما يعرف بالتصميم من أعلى إلى أسفل غالبًا ما تستخدم الأشكال الهندسية في الرسم البياني للمساعدة في تفسير وتوضيح معنى العملية أو النموذج. ترتبط الأشكال الهندسية بالخطوط للإشارة إلى الارتباط والتوجيه. كل تخصص هندسي له معناه الخاص لكل شكل حيث يتم استخدام المخططات الهيكلية في كل مجال من فروع الهندسة كما أنها مصدر قيم لبناء المفهوم في التخصصات غير الهندسية.
في علم الأحياء هناك استخدام متزايد للمبادئ الهندسية وأساليب التحليل وطرق التخطيط حيث يوجد بعض التشابه بين مخطط الكتلة وما يسمى التدوين البيولوجي للأنظمة. كما أن هناك استخداما يتم إجراؤه في بيولوجيا الأنظمة الخاصة بتقنية الرسم التخطيطي التي تسخرها هندسة التحكم حيث يكون الأخير نفسه تطبيقًا لنظرية التحكم.